# كابيثاس روبياس
بلدية كابيثاس روبياس (بالإسبانية: Cabezas Rubias) هي بلدية تقع في مقاطعة ولبة التابعة لمنطقة أندلوسيا جنوب إسبانيا.

## الديموغرافيا
بلغ عدد سكان بلدية كابيثاس روبياس 847 نسمة عام 2011 (وفقاً للمعهد الوطني الإسباني للإحصاء).
| 1.009 | 969 | 929 | 873 | 859 | 865 | 847 |